# Všemyslice
Všemyslice är en ort i Tjeckien.   Den ligger i regionen Södra Böhmen, i den centrala delen av landet, 100 km söder om huvudstaden Prag. Všemyslice ligger 426 meter över havet och antalet invånare är 954.
Terrängen runt Všemyslice är platt åt sydost, men åt nordväst är den kuperad.Runt Všemyslice är det ganska glesbefolkat, med 42 invånare per kvadratkilometer. Närmaste större samhälle är Písek, 18,3 km nordväst om Všemyslice. I omgivningarna runt Všemyslice växer i huvudsak blandskog.